# Vivien Cardone
Vivien Cardone (Port Jefferson Village, 14 aprile 1993) è un'attrice statunitense, conosciuta soprattutto per il suo ruolo di Delia Brown, in Everwood.
Suo padre, Mark, è un costruttore di case, mentre sua madre è una casalinga. Vivien è la seconda di quattro figli. La sorella Olivia è anche un'attrice. Ha un fratello minore di nome Dallas e una sorella minore di nome Lydia. Vivien è stata chiamata così in onore di Vivien Leigh, l'attrice preferita di sua madre.

## Biografia
Cardone ha iniziato la sua carriera professionale all'età di tre mesi in una campagna nazionale di spot. Ha poi fatto il suo debutto cinematografico a 8 anni interpretando Marcee Herman nel pluripremiato film A Beautiful Mind.
Il suo ruolo più importante finora è stato in Everwood, in cui interpreta Delia Brown, unica figlia di Andy Brown (Treat Williams) e sorella di Ephram Brown (Gregory Smith). Ha svolto il ruolo per quattro stagioni, fino a quando la serie è stata annullata nel maggio 2006. Venne nominata per il "Young Artist Award" quale "Miglior Giovane Attrice in una serie tv" per tutte le quattro stagioni.

## Filmografia

### Cinema
- A Beautiful Mind (2001)
- Tutte le strade portano a casa (All Roads Lead Home), regia di Dennis Fallon (2008)

### Televisione
- Everwood – serie TV, 89 episodi (2002-2006)
- Criminal Intent – serie TV, 1 episodio (2010)
- Una vita da vivere (One Life to Live) – serie TV, 7 episodi (2011)